# Liste keltischer Götter und Sagengestalten
Die Liste der keltischen Götter und Sagengestalten soll die Gottheiten der antiken Kelten sowie die wichtigsten Figuren aus den im Frühmittelalter aufgezeichneten keltischen Sagen Irlands und Britanniens aufzeigen, die häufig ebenfalls auf altkeltische Gottheiten zurückzuführen sind. Trotz der Sprachraumeinteilung in Gallisch und Britannisch, Kymrisch und Bretonisch sowie Gälisch ist eine saubere Trennung nicht immer möglich. Es wurde angestrebt, bei den unterschiedlichen Schreibweisen der Namen die in der Literatur am weitesten verbreitete Variante zu verwenden.

## Männliche Gottheiten und Sagengestalten

### Festlands-Celticum und Britannien (Gallisch und Britannisch)
Ort: (a) Festlands-Celticum (ohne Bretagne), (b) Britannien (ohne Wales), (c) Festlands-Celticum und Britannien
Heute: A (Österreich), B (Belgien), BR Britannien, CH (Schweiz), D (Deutschland), F (Frankreich), I (Italien), KR (Kroatien), L (Luxemburg), NL (Niederlande), P (Portugal), R (Rumänien), SL (Slowenien), SP (Spanien), TR (Türkei), U (Ungarn)
| Name              | Ort                         | heute          | Funktion                           | Anmerkung                                      |
| ----------------- | --------------------------- | -------------- | ---------------------------------- | ---------------------------------------------- |
| Abellio           | (a) Aquitanien              | F              | Gallo-römische Gottheit            | siehe Afallach und Avalon                      |
| Abianus           | (a) Provence                | F              | Lokalgottheit                      | siehe Abhcan                                   |
| Accorus           | (a) Provence                | F              | Lokalgottheit                      | –                                              |
| Alator            | (b) England                 | BR             | Kriegs- oder Heilgottheit          | –                                              |
| Alaunus           | (a) Südgallien, Norikum     | A/D/F          | Stammesgottheit                    | Hauptgott der Alauni (Noriker)                 |
| Albiorix          | (a) Seealpen                | F/I            | Stammensgottheit der Albiorigi     | –                                              |
| Alisanus          | (a) Burgund                 | F              | Fels-, Wald-, Flussgottheit        | siehe Alesia                                   |
| Alus              | (a) Norditalien             | I              | Fruchtbarkeitsgottheit             | –                                              |
| Amarcolitanus     | (a) Gallien                 | F              | Heilgottheit (?)                   | in Verbindung mit Grannus und Mogon            |
| Andossus          | (a) Pyrenäen, Baskenland    | F/SP           | Kriegsgottheit                     | –                                              |
| Anextlomarus      | (c) Celticum                | CH/BR/F        | Heilgottheit (?)                   | Beiname Apollons                               |
| Antenociticus     | (b) Britannien              | BR             | britannische Gottheit              | beim Hadrianswall verehrt                      |
| Arecurius         | (b) Cumbria                 | BR             | romano-britannische Gottheit       | beim Hadrianswall verehrt                      |
| Artaios           | (a) Südgallien              | F              | Bärengottheit                      | siehe Artur                                    |
| Arubianus         | (a) Südgallien, Norikum     | A/F/SL         | Pflügergottheit                    | –                                              |
| Arvalus           | (c) Celticum und Britannien | BR/F           | Heil- und Landwirtschaftsgottheit  | –                                              |
| Arvernus          | (a) Niedergermanien         | D/F/NL         | Handels- und Reisegottheit         | –                                              |
| Atepomaros        | (a) Lugdunum                | F              | Stadtgottheit oder Heros           | –                                              |
| Atesmerius        | (a) Gallien                 | F              | (Stammes-)Gottheit, auch Adsmerius | siehe auch Atesmerta                           |
| Baeserta          | (a) Südgallien              | F              | Gottheit                           | –                                              |
| Baigorixus        | (a) Pyrenäen, Baskenland    | F              | Gottheit                           | –                                              |
| Baldruus          | (a) Niedergermanien         | NL             | nur einmal erwähnter Name          | von neuerer Forschung bestritten               |
| Bandiaeapolosegus | (a) Lusitania               | P              | Gottheit                           | –                                              |
| Barinthus         | (c) Gallien/Britannien      | B/BR/F         | Beiname von Manannan mac Lir       | –                                              |
| Barrex            | (b) Hadrianswall            | BR             | lokale (Soldaten-)Gottheit         | Beiname von Mars                               |
| Bedaius           | (a) Chiemgau                | D              | Seegottheit                        | –                                              |
| Belatucadros      | (b) Cumbria                 | BR             | Kriegsgottheit                     | beim Hadrianswall verehrt                      |
| Belenus           | (a) Süd-Celticum            | A/D/F/I        | Heil- und Quellgottheit            | siehe Belisama, Beli Mawr, Bile                |
| Bolvinnus         | (a) Gallien                 | F              | Quellgottheit (?)                  | –                                              |
| Bormo             | (a) Gallien                 | F              | Heil- und Quellgottheit            | siehe Bormana                                  |
| Braciaca          | (b) Derbyshire              | BR             | (Bier-?)Gottheit                   | Beiname von Mars                               |
| Brasennus         | (a) Brescia                 | I              | Gottheit                           | –                                              |
| Britus            | (a) Südgallien              | F              | Kriegs- und Stammesgottheit        | siehe Britain                                  |
| Briganitius       | (c) Celticum und Britannien | B/BR/F/I       | nur wenig erwähnter Name           | siehe Brigantia                                |
| Budenicus         | (a) Gallien                 | F              | Lokalgottheit                      | Beiname von Mars                               |
| Bugius            | (a) Gallien                 | B/F            | Gottheit der Heilquellen           | siehe auch Cranus und Intarabus                |
| Bussumarius       | (a) Ost-Celticum/Galatien   | R/TR           | Sonnen- und Stammesgottheit        | –                                              |
| Buxenus           | (a) Gallien                 | F              | Lokalgottheit                      | Beiname von Mars                               |
| Callirius         | (b) Colchester              | BR             | Gottheit des Waldes                | –                                              |
| Camulos           | (c) Celticum und Britannien | B/BR/D         | Kriegsgottheit                     | siehe Camal                                    |
| Caratacus         | (b) Britannien              | BR             | König von Britannien               | Gegner der Römer                               |
| Carpentus         | (a) Haute-Garonne           | F              | Handwerks- und Kriegsgottheit      | siehe Coirpre                                  |
| Cassivellaunus    | (b) Britannia               | BR             | historisch/mythischer Herrscher    | auch Caswallawn (Wales)                        |
| Caturix           | (a) Mittelland (Schweiz)    | CH             | Kriegs- und Stammesgottheit        | Hauptgott der Helvetier                        |
| Cernunnos         | (c) Celticum und Britannien | BR/I/R/SP      | Natur-, Fruchtbarkeitsgottheit     | Hauptgott der Karnuten                         |
| Cicollus          | (a) Gallien                 | CH/F           | Kriegsgottheit                     | siehe Cichol Gri-cenchos                       |
| Cissonius         | (a) West-Celticum           | CH/D/F         | Handels- und Reisegottheit         | siehe Matunus                                  |
| Cnabetius         | (a) Nordwestgallien         | D              | Kriegsgottheit                     | –                                              |
| Cobannus          | (a) Gallien                 | CH/F           | Schmiedegottheit, auch Gobanos     | siehe Govannon und Goibniu                     |
| Cocidius          | (b) Nord-Britannien         | BR             | Kriegsgottheit                     | mit Teutates gleichgesetzt                     |
| Coel              | (b) Nord-Britannien & Wales | BR             | historisch/mythischer König        | auch in Wales                                  |
| Condatis          | (b) Yorkshire               | BR             | Flussgottheit                      | –                                              |
| Corotiacus        | (b) Suffolk                 | BR             | Lokalgottheit                      | Beiname von Mars                               |
| Cososus           | (a) Gallien                 | F              | Lokalgottheit                      | Beiname von Mars                               |
| Cranus            | (b) Norfolk                 | BR             | Natur-, Fruchtbarkeitsgottheit     | siehe auch Bugius und Intarabus                |
| Cucullatus        | (c) Celticum und Britannien | A/BR/D/F       | Schutzgeist, Kapuzendämon          | siehe Telesphoros                              |
| Danuvius          | (a) Ost-Celticum            | A/D/KR/U       | Flussgottheit                      | in Raetia, Noricum und Pannonien               |
| Dinomogetimarus   | (a) Gallien                 | F              | Lokalgottheit                      | Beiname von Mars, siehe Divanno                |
| Divanno           | (a) Gallien                 | F              | Lokalgottheit                      | Beiname von Mars, siehe Dinomogetimarus        |
| Dumiatis          | (a) Gallien                 | F              | Lokalgottheit des Puy-de-Dôme      | Beiname von Mercurius                          |
| Erriapus          | (a) Gallien                 | F              | Natur-, Fruchtbarkeitsgottheit     | –                                              |
| Esus              | (a) Gallien                 | F              | Handels- und Reisegottheit         | siehe Easar                                    |
| Eudaf Hen         | (b) Britannien              | BR             | mythisch/historischer König        | auch in Wales                                  |
| Galates           | (a) Celticum                | H              | Stammesgottheit                    | Eponymer Heros der Galater                     |
| Gebrinius         | (a) Bonn                    | D              | keltisch/germanischer (?) Gott     | –                                              |
| Glanis            | (a) Gallien                 | F              | Stadtgottheit                      | Schutzgott von Glanum (Saint-Rémy-de-Provence) |
| Grannus           | (c) Celticum und Britannien | BR/D/F/SP      | Heilgottheit                       | siehe Gráinne                                  |
| Intarabus         | (a) nördl. Celticum         | B,D,F,L        | Lokal- und Stammesgottheit         | Stammesgott der Treverer                       |
| Iovantucarus      | (a) Trier                   | D              | Jugendgottheit                     | Treverer, siehe auch Vassocaletis              |
| Latobius          | (a) Noricum                 | A              | Heil-, Hirten- und Totengott       | auch Latovius, Beiname von Mars                |
| Leherennus        | (a) Gallien                 | F              | Lokalgottheit                      | Beiname von Mars                               |
| Lenus             | (c) Celticum und Britannien | BR/D           | Kriegsgott                         | siehe Ocelus und Vellaunus                     |
| Leucetius         | (a) Gallien                 | D              | Kriegsgottheit                     | Stammesgott der Treverer und Vangionen         |
| Lugus             | (c) Celticum und Britannien | B/BR/D/F/NL/SP | Hauptgottheit                      | siehe Lugh und Lleu                            |
| Mandubracius      | (b) Britannia               | BR             | historisch/mythischer Herrscher    | auch Afarwy (Wales)                            |
| Maponos           | (c) Celticum und Britannien | BR/F           | Jagd und Jugendgottheit            | siehe Mabon                                    |
| Matunus           | (b) Northumberland          | BR             | Bärengottheit                      | Inschrift bei Rochester (Northumberland)       |
| Medocius          | (b) Essex                   | BR             | Schlachtengottheit                 | Inschrift bei Camulodunum                      |
| Meduris           | (a) Rom, Elsass             | F/I            | unbekannter Gott                   | Inschriften mit Teutates                       |
| Moccus            | (a) Gallien                 | F              | Jagd- und Stammesgottheit          | Inschrift bei Langres (Lingonen)               |
| Mogetius          | (a) Celticum                | A/F            | Lokalgottheit                      | Beiname von Mars                               |
| Mogon             | (a) Mainz                   | D              | Stadtgottheit                      | Gott von Mogontiacum                           |
| Moltinus          | (a) Celticum                | A/F            | Fruchtbarkeitsgottheit             | auch chthonischer Gott                         |
| Moritasgus        | (a) Gallien                 | F              | Heilgottheit                       | Beiname von Apollon                            |
| Mullo             | (a) Gallien                 | F              | Heilgottheit                       | –                                              |
| Nabelcus          | (a) Gallien                 | F              | Lokalgottheit                      | Beiname von Mars                               |
| Neto              | (a) Cadix und Trujillo      | SP             | keltiberische Kriegsgottheit       | siehe Neit                                     |
| Nodons            | (b) Gloucestershire         | BR             | Heil-, Wasser-, Hundegottheit      | siehe Nuada                                    |
| Ocelus            | (b) Wales                   | BR             | Lokalgottheit                      | Beiname von Mars, siehe Lenus, Vellaunus       |
| Ogmios            | (c) Celticum und Britannien | A/F            | Gottheit der Beredsamkeit          | siehe Ogma                                     |
| Olloudius         | (c) Celticum und Britannien | BR/F           | Lokalgottheit                      | Beiname von Mars                               |
| Poeninus          | (a) Grosser St. Bernhard    | CH/I           | Berggottheit                       | Gott der Seduner                               |
| Rhenus            | (a) Rheintal                | CH/D/F/NL      | Flussgottheit                      | –                                              |
| Rigisamus         | (c) Celticum und Britannien | BR/F           | lokale Schutzgottheit (?)          | –                                              |
| Rudianus          | (a) Süd-Gallien             | F              | Kriegsgottheit                     | –                                              |
| Rudiobus          | (a) Gallien                 | F              | Lokale Pferde-(?)Gottheit          | –                                              |
| Segomo            | (a) Süd-Gallien             | F              | Kriegsgottheit                     | –                                              |
| Selkie            | (b) Nord-Schottland         | BR             | Meereswesen                        | verwandeln sich von Seehunden in Menschen      |
| Smertrios         | (a) Celticum                | A/F            | Schutzgottheit                     | siehe Nautae Parisiaci                         |
| Sucellus          | (a) Gallien                 | CH/D           | Wald-, Fruchtbarkeitsgottheit      | siehe Nantosvelta                              |
| Sutugius          | (a) Gallien                 | FR             | Lokalgottheit                      | −                                              |
| Taranis           | (c) Celticum und Britannien | BR/D/F/CH/KR   | Himmels- und Donnergottheit        | –                                              |
| Tarvos Trigaranus | (a) Gallien                 | F              | Stiergottheit                      | –                                              |
| Telesphoros       | (a) Gallien/Galatien        | FR/TR          | Heilgottheit                       | siehe Genius cucullatus                        |
| Teutates          | (c) Celticum und Britannien | BR/D/F/U       | Haupt-Stammesgottheit              | –                                              |
| Tridamus          | (b) Herefordshire           | BR             | fragliche (Rinder-)Gottheit        | eventuell Inschriften-Lesefehler               |
| Ucuetis           | (a) Gallien                 | F              | Handwerksgottheit                  | Partner von Bergusia                           |
| Uxellus           | (a) Celticum                | F/SL           | Berg- oder Vatergottheit (?)       | auch Uxellinus                                 |
| Vasegus           | (a) Lusitania               | P              | Gottheit                           | –                                              |
| Vassocaletis      | (a) Gallien                 | D/F            | Stammes- und Jugendgottheit        | Treverer und Arverner (s. a. Iovantucarus)     |
| Vellaunus         | (c) Celticum und Britannien | BR/F           | lokale Gottheit                    | Beiname von Mars, siehe Lenus, Ocelus          |
| Veteris           | (b) Hadrianswall            | BR             | lokale Legionärs-Gottheit          | -                                              |
| Vindonnus         | (a) Burgund                 | F              | Heil- und Sonnengottheit           | –                                              |
| Visucius          | (a) Celticum                | D/F/SP         | Heil-, Stammesgottheit (?)         | auch Visugius und (falsch) Visuclus            |
| Voroicus          | (a) Gallien                 | F              | Lokalgottheit                      | bei Vichy                                      |
| Vosegus           | (a) Gallien                 | D/F            | Wald- und Jagdgottheit             | in Vogesen und Wasgau                          |

### Wales und Bretagne (Kymrisch und Bretonisch)
| Name                 | Ort    | Erzählung                             | Funktion                            | Anmerkung                          |
| -------------------- | ------ | ------------------------------------- | ----------------------------------- | ---------------------------------- |
| Aeddon               | Wales  | –                                     | siehe Hu Gadarn                     | –                                  |
| Afallach             | Wales  | Mabinogion                            | Sagengestalt                        | siehe Abellio und Avalon           |
| Afarwy               | Wales  | Trioedd Ynys Prydein                  | historischer britischer Herrscher   | auch Mandubracius                  |
| Amaethon             | Wales  | Kulhwch ac Olwen                      | mythischer Pflüger                  | Arthurlegende                      |
| Arawn                | Wales  | Mabinogion, Pwyll Pendefig Dyfed      | Fürst der Anderswelt                | siehe Annwn                        |
| Arthur               | Wales  | Arthurlegenden                        | mythischer König                    | siehe Artusroman                   |
| Bedwyr fab Bedrawg   | Wales  | Arthurlegenden                        | Tafelrunden-Ritter                  | auch Sir Bedivere oder Bedwere     |
| Beli Mawr            | Wales  | Mabinogion                            | Sagengestalt                        | –                                  |
| Bran der Gesegnete   | Wales  | Mabinogion, Branwen ferch Llŷr        | König von Wales                     | Bruder von Branwen                 |
| Bron                 | Wales  | Arthurlegenden                        | Figur der Gralslegende              | der Schwager Josephs von Arimathäa |
| Caradawg fab Bran    | Wales  | Mabinogion, Branwen ferch Llŷr        | Sagenfigur                          | Sohn Brans des Gesegneten          |
| Caradawg Freichfras  | Wales  | Breuddwyd Rhonabwy                    | Sagenfigur                          | Berater von König Arthur           |
| Caswallawn           | Wales  | Mabinogion, Branwen ferch Llŷr        | britischer Usurpator                | Vetter Brans des Gesegneten        |
| Cei fab Cynyr        | Wales  | Arthurlegenden                        | Tafelrunden-Ritter                  | auch Keie oder Kay                 |
| Cilydd               | Wales  | Kulhwch ac Olwen                      | mythischer König                    | –                                  |
| Coel                 | Wales  | Y Gododdin                            | historisch/mythischer König         | auch in Britannien                 |
| Coll                 | Wales  | Trioedd Ynys Prydein                  | mythischer Schweinehirt             | –                                  |
| Conan Meriadoc       | Wales  | Breuddwyd Macsen                      | mythischer Fürst der Aremorica      | Schwager Macsen Wledigs            |
| Custenhin            | Wales  | Kulhwch ac Olwen                      | mythischer Schafhirt                | Bruder von Ysbaddaden              |
| Cynddylan            | Wales  | Canu Heledd                           | König von Pengwern                  | Bruder von Heledd ferch Cyndrwyn   |
| Cynon fab Clydno     | Wales  | Y Gododdin, u. a.                     | Fürst des Hen Ogledd                | Verehrer Morfudd ferch Uriens      |
| Drystan fab Tallwch  | Wales  | Arthurlegende                         | Sagengestalt                        | Liebhaber Essyllts                 |
| Dylan Eil Ton        | Wales  | Mabinogion, Math fab Mathonwy         | Wasserwesen                         | Bruder von Lleu Llaw Gyffes        |
| Dyrnwch              | Irland | Kulhwch ac Olwen                      | mythischer Riese                    | –                                  |
| Efnisien             | Wales  | Mabinogion, Branwen ferch Llŷr        | Sagengestalt                        | Halbbruder von Bran                |
| Eudaf Hen            | Wales  | Brut y Brenhinedd                     | mythisch/historischer König         | auch in Britannien                 |
| Gereint              | Wales  | Gereint fab Erbin                     | Sagengestalt                        | Gatte Enids                        |
| Gilfaethwy           | Wales  | Mabinogion, Dritter und Vierter Zweig | Sagengestalt                        | Bruder von Gwydyon                 |
| Glewlwyd Gafaelfawr  | Wales  | Pa ŵr yw’r porthor?                   | Sagengestalt                        | Torwächter von König Arthur        |
| Goreu                | Wales  | Kulhwch ac Olwen                      | Sagengestalt                        | Sohn Custenhins                    |
| Goronwy              | Wales  | Mabinogion, Math fab Mathonwy         | Sagengestalt                        | Liebhaber von Blodeuwedd           |
| Govannon             | Wales  | Kulhwch ac Olwen                      | mythischer Schmied                  | Arthurlegende                      |
| Gwalchmei fab Gwyar  | Wales  | Kulhwch ac Olwen u. a.                | Arthur-Ritter (auch Gawan)          | Arthurlegende                      |
| Gwawl                | Wales  | Mabinogion, Pwyll Pendefig Dyfed      | Sagengestalt                        | Bewerber um Rhiannon               |
| Gweir                | Wales  | Preiddeu Annwfn                       | Sagengestalt(en)                    | auch in Culhwch ac Olwen           |
| Gwern                | Wales  | Mabinogion, Branwen ferch Llŷr        | Sagengestalt                        | Sohn des Matholwch                 |
| Gwiffred petit       | Wales  | Gereint fab Erbin                     | Sagengestalt                        | Gefährte Gereints                  |
| Gwion Bach           | Wales  | Hanes Taliesin                        | Jugendname Talisins                 | –                                  |
| Gwrhyr               | Wales  | Kulhwch ac Olwen                      | Sagengestalt                        | Begleiter König Arthurs            |
| Gwyddno              | Wales  | Hanes Taliesin                        | Sagengestalt                        | walisischer König                  |
| Gwydyon              | Wales  | Mabinogion, Dritter und Vierter Zweig | walisischer Zauberer                | Bruder von Gilfaethwy              |
| Gwynn                | Wales  | Kulhwch ac Olwen                      | Sagengestalt                        | Gegner Gwythyrs                    |
| Gwythyr              | Wales  | Kulhwch ac Olwen                      | Sagengestalt                        | Gegner Gwynns                      |
| Hafgan               | Wales  | Mabinogion, Pwyll Pendefig Dyfed      | Fürst der Anderswelt                | Feind von Arawn                    |
| Hefaidd Hen          | Wales  | Mabinogion                            | Sagengestalt, bzw. Anderswelt-König | Vater Rhiannons                    |
| Hu Gadarn            | Wales  | „Barddas“                             | Eroberer Britanniens                | –                                  |
| Knockers             | Wales  | volkstümliche Mythen                  | Berggeister                         | auch in Cornwall (siehe Púca)      |
| Kulhwch              | Wales  | Kulhwch ac Olwen                      | Sagengestalt                        | siehe Olwen                        |
| Llacheu              | Wales  | Breuddwyd Rhonabwy, u. a.             | Sagengestalt                        | Sohn von König Arthur              |
| Llefelys             | Wales  | Cyfranc Lludd a Llefelys              | Sagenkönig                          | Bruder von Lludd                   |
| Lleu Llaw Gyffes     | Wales  | Mabinogion, Math fab Mathonwy         | Sagenfigur                          | Bruder von Dylan Eil Ton           |
| Lludd                | Wales  | Cyfranc Lludd a Llefelys              | Sagenkönig                          | sagenhafter Gründer Londons        |
| Lludd Llawereint     | Wales  | Kulhwch ac Olwen                      | Sagenfigur                          | Vater Creiddylads                  |
| Llŷr                 | Wales  | Mabinogion, Branwen ferch Llŷr        | Sagengestalt                        | Vater von Bran und Branwen         |
| Llywarch Hen         | Wales  | Llyfr Coch Hergest                    | Sagengestalt                        | Vetter Uriens von Rheged           |
| Mabon                | Wales  | Kulhwch ac Olwen                      | Jagdgottheit                        | Sohn der Modron                    |
| Macsen Wledig        | Wales  | Breuddwyd Macsen                      | Historisch/mythischer König         | Schwager Conan Meriadocs           |
| Manawydan            | Wales  | Mabinogion, Branwen ferch Llŷr        | Sagengestalt                        | Gatte der Rhiannon                 |
| March fab Meirchiawn | Wales  | Arthurlegende                         | Sagengestalt                        | Gatte Essyllts                     |
| Math                 | Wales  | Mabinogion, Math fab Mathonwy         | König von Gwynedd                   | Gatte der Goewin                   |
| Matholwch            | Wales  | Mabinogion, Branwen ferch Llŷr        | König von Irland                    | Gatte der Branwen                  |
| Mellt                | Wales  | Kulhwch ac Olwen                      | Sagengestalt                        | Vater des Mabon ab Mellt           |
| Merlin               | Wales  | Artuslegenden                         | Zauberer                            | am Hofe von König Arthur           |
| Morfran              | Wales  | Hanes Taliesin                        | Sagengestalt                        | auch Afaggdu, Sohn Ceridwens       |
| Mynogan              | Wales  | –                                     | siehe Beli Mawr                     | –                                  |
| Nissyen              | Wales  | Mabinogion, Branwen ferch Llŷr        | Sagengestalt                        | Bruder Efnisiens                   |
| Owein fab Urien      | Wales  | Iarlles y Ffynnawn                    | König von Rheged                    | –                                  |
| Peredur              | Wales  | Peredur fab Efrawg                    | Sagengestalt                        | siehe auch Parzival                |
| Pryderi              | Wales  | Mabinogion                            | Prinz von Wales                     | Sohn von Pwyll                     |
| Púca                 | Wales  | volkstümliche Mythen                  | Sagengestalt, Moor/Wassergeist      | auch in Irland und Man             |
| Pwyll                | Wales  | Mabinogion, Pwyll Pendefig Dyfed      | König von Dyfed                     | Vater von Pryderi                  |
| Rhonabwy             | Wales  | Breuddwyd Rhonabwy                    | Sagengestalt                        | –                                  |
| Rhydderch Hael       | Wales  | Trioedd Ynys Prydein                  | historischer König                  | auch in Britannien                 |
| Sgilti Ysgafndroed   | Wales  | Culhwch ac Olwen                      | Sagenfigur                          | Begleiter von König Arthur         |
| Taliesin             | Wales  | Llyfr Taliesin                        | Barde in Britannien                 | –                                  |
| Tegid Foel           | Wales  | Hanes Taliesin                        | Wassergottheit                      | Gatte Ceridwens                    |
| Teithi               | Wales  | Kulhwch ac Olwen                      | Sagengestalt                        | Gefolgsmann von König Arthur       |
| Teyrnon              | Wales  | Mabinogion, Pwyll Pendefig Dyfed      | mythischer König                    | Ziehvater Pryderis                 |
| Tylwyth Teg          | Wales  | volkstümliche Mythen                  | Elfen- und Koboldsvolk              | auch Bendith y Mamau genannt       |
| Urien                | Wales  | Llyfr Taliesin                        | historisch/mythischer König         | in Rheged                          |
| Ysbaddaden           | Wales  | Kulhwch ac Olwen                      | Riese                               | Vater von Olwen                    |

### Irland und Isle of Man (Gälisch)
Gehört zu: Túatha = Túatha Dé Danann
| Name                     | gehört zu  | Erzählung                       | Funktion                         | Anmerkung                                     |
| ------------------------ | ---------- | ------------------------------- | -------------------------------- | --------------------------------------------- |
| Abarta                   | Túatha     | Finn-Zyklus                     | Fionns „fauler Diener“           | auch Fürst der Anderen Welt                   |
| Abhcan                   | Túatha     | Lebor Gabala Eirenn             | Harfenspieler                    | gehört zum Dagda                              |
| Aed                      | Túatha     | –                               | Sagengestalt                     | Vater von Morrígan, Macha, Badb               |
| Agnomain                 | Skythen    | Lebor Gabala Eirenn             | mythischer König                 | Vorfahre Míl Espánes                          |
| Ailill Anguba            | Ulter      | Tochmarc Étaíne                 | Sagengestalt                     | Bruder Eochaid Airems                         |
| Ailill Aulom             | Connachter | Cath Maige Mucrama              | historischer König               | Sohn Mug Nuadats                              |
| Ailill mac Máta          | Connachter | Ulster-Zyklus                   | mythischer König                 | Gatte von Medb                                |
| Aillén                   | Túatha     | Macgnímartha Finn               | Feuer-Dämon                      | Gegner Fionn mac Cumhaills                    |
| Aithirne                 | Ulter      | Cath Étair                      | Dichter und Schmäher             | Gefolgsmann Conchobar mac Nessas              |
| Allaoi                   | Túatha     | –                               | Sagengestalt                     | Urahne Dagdas                                 |
| Amairgin mac Ecit Salaig | Ulster     | Ulster-Zyklus                   | oberster Dichter (ollam) Irlands | Vater Conall Cernachs, Ziehvater Cú Chulainns |
| Amergin                  | Milesier   | Lebor Gabala Eirenn             | Anführer und Barde               | –                                             |
| Angus                    | Túatha     | –                               | Sagengestalt                     | Sohn Dagdas                                   |
| Art mac Cuinn            | –          | Cath Maige Mucrama              | mythisch/historischer Hochkönig  | Vater Cormac mac Airts                        |
| Balor                    | Fomori     | Lebor Gabala Eirenn             | mythischer König                 | Vater Ethnius                                 |
| Bile                     | Milesier   | Lebor Gabala Eirenn             | Urahne der Iren                  | Bruder oder Vater Míl Espánes                 |
| Bith                     | Cessair    | Lebor Gabala Eirenn             | Vater Cessairs                   | –                                             |
| Blaí Briugu              | Ulter      | Aided Cheltchair maic Uthechair | Gastgeber (briuga)               | Feind Celtchar mac Uthechairs                 |
| Bodb                     | Túatha     | Lebor Gabala Eirenn             | Kriegsgott                       | siehe Badb                                    |
| Bran mac Febail          | –          | Immram Brain                    | mythischer Seefahrer             | –                                             |
| Bresal                   | Túatha     | Lebor Gabala Eirenn             | Herrscher von Hy Breasil         | siehe Keltische Anderswelt                    |
| Bress                    | Fomori     | Lebor Gabala Eirenn             | König der Túatha                 | Nachfolger Nuadas                             |
| Brian                    | Túatha     | Lebor Gabala Eirenn             | Sagengestalt                     | Mörder Cians                                  |
| Brian Boru               | –          | Bóruma                          | Hochkönig von Irland             | –                                             |
| Bricriu                  | Ulter      | Fled Bricrenn                   | Spötter                          | Gefolgsmann Conchobars                        |
| Britain                  | Túatha     | Lebor Gabala Eirenn             | Sagenfigur                       | siehe Britus                                  |
| Buareinech               | Fomori     | Lebor Gabala Eirenn             | stierköpfige Sagengestalt        | Vater Balors                                  |
| Caílte mac Rónáin        | –          | Finn-Zyklus                     | Sagengestalt                     | Neffe Fionn mac Cumhaills                     |
| Cairbre Lifechar         | –          | Tecosca Cormaic                 | Hochkönig von Irland             | Sohn Cormac mac Airts                         |
| Cairbre Nia-Fer          | Ulter      | Táin Bó Cuailnge                | König von Tara                   | Vater Erc mac Cairbri Niad-Fers               |
| Calatin                  | –          | Ulster-Zyklus                   | Zauberer                         | Vater der Badb, Gegner Cú Chulainns           |
| Camal                    | Túatha     | Lebor Gabala Eirenn             | Türhüter                         | –                                             |
| Cano mac Gartnáin        | Dalriada   | Scéla Cano meic Gartnáin        | schottische Sagengestalt         | in einer irischen Sage                        |
| Cathbad                  | Ulter      | Ulster-Zyklus                   | Seher und Druide                 | Berater Conchobhars                           |
| Cathair Mór              | –          | Esnada Tige Buchet              | mythisch/historischer Hochkönig  | Schwiegervater Cormac mac Airts               |
| Celtchar mac Uthechair   | Ulter      | Ulster-Zyklus                   | Sagengestalt                     | –                                             |
| Cermat                   | Túatha     | Lebor Gabala Eirenn             | Sagengestalt                     | Sohn Dagdas                                   |
| Cethern mac Fintain      | Ulter      | Táin Bó Cuailnge                | Sagengestalt                     | –                                             |
| Cet mac Mágach           | Connachter | Ulster-Zyklus                   | Sagengestalt                     | Feind Conall Cernachs                         |
| Cian                     | Túatha     | Lebor Gabala Eirenn             | Sagengestalt                     | Sohn Dian Cechts                              |
| Cichol Gri-cenchos       | Fomori     | Lebor Gabala Eirenn             | mythischer König                 | –                                             |
| Cluricaun                | –          | volkstümliche Mythen            | Elfenwesen                       | siehe Knockers (Wales)                        |
| Coirpre, auch Cairpre    | Túatha     | Lebor Gabala Eirenn             | Barde                            | zwingt Bress zum Rücktritt                    |
| Conaire Mór              | –          | Togail Bruidne Da Derga         | Hochkönig von Irland             | –                                             |
| Conall Cernach           | Ulter      | Ulster-Zyklus                   | mythischer Held                  | Milchbruder Cú Chulainns                      |
| Conchobar Abradruad      | –          | Lebor Gabala Eirenn             | Hochkönig von Irland             | –                                             |
| Conchobar mac Nessa      | Ulter      | Ulster-Zyklus                   | mythischer König                 | begehrt Deirdre                               |
| Conn Cétchathach         | –          | Mythologischer Zyklus           | Hochkönig von Irland             | Großvater Cormac mac Airts                    |
| Connla 1                 | –          | Echtrae Chonnlai                | Sagengestalt (auch Conle)        | Sohn Conn Cétchathachs                        |
| Connla 2                 | –          | Aided Oenfir Aífe               | Sagengestalt (auch Conlai)       | Sohn Cú Chulainns                             |
| Cormac Conn Longas       | Ulter      | Ulster-Zyklus                   | Sagengestalt                     | Sohn Conchobar mac Nessas                     |
| Cormac mac Airt          | Mide       | Finn-Zyklus                     | Hochkönig von Irland             | Vater Gráinnes                                |
| Credne                   | Túatha     | Lebor Gabala Eirenn             | Kunstschmied                     | Bruder Goibnius und Luchtas                   |
| Cridenbél                | Túatha     | Cath maige Tuired               | Dichter der Túatha Dé Danann     | Gegner des Dagda                              |
| Cromm Cruach             | –          | –                               | Hauptidol von Irland             | Fürst der Anderen Welt                        |
| Cú Chulainn              | Ulter      | Ulster-Zyklus                   | mythischer Held                  | siehe Táin Bó Cuailnge                        |
| Cumhall mac Basna        | –          | Finn-Zyklus                     | Sagengestalt                     | Vater Fionn mac Cumhaills                     |
| Cú Roí                   | Munsterer  | Ulster-Zyklus                   | Sagenkönig                       | Gatte Bláthnats                               |
| Cúscraid Menn Macha      | Ulter      | Scéla mucce Meic Dathó          | Sagenfigur                       | Sohn Conchobar mac Nessas                     |
| Dagda                    | Túatha     | Lebor Gabala Eirenn             | der „Gute Gott“                  | Haupt- und Stammesgottheit                    |
| Delbaeth                 | Túatha     | Lebor Gabala Eirenn             | mythischer König & Sagengestalt  | Gatte von Ernmas                              |
| Dian Cecht               | Túatha     | Lebor Gabala Eirenn             | Oberster Heiler                  | Arzt der Túatha Dé Danann                     |
| Diarmait mac Áedo Sláine | Ulter      | Königs-Zyklus                   | historisch/mythischer König      | siehe Tochmarc Becfola                        |
| Diarmuid                 | –          | Finn-Zyklus                     | Mitglied der Fianna              | Gatte Gráinnes                                |
| Domnu                    | Fomori     | Lebor Gabala Eirenn             | Sagengestalt                     | Gottheit der Firbolg                          |
| Donn                     | Milesier   | Lebor Gabala Eirenn             | Sagengestalt                     | Fürst der Anderen Welt                        |
| Dubthach                 | Ulter      | Ulster-Zyklus                   | Sagengestalt                     | Gefährte Cormac Conn Longas'                  |
| Easar                    | Fomori     | Lebor Gabala Eirenn             | Sagengestalt                     | Vater von Dian Cecht                          |
| Éber                     | Milesier   | Lebor Gabála Érenn              | Sagengestalt                     | Sohn Míl Espánes                              |
| Elatha                   | Fomori     | Lebor Gabala Eirenn             | mythischer König                 | Vater von Bress                               |
| Elcmar                   | Túatha     | Tochmarc Étaíne                 | Flussgottheit                    | siehe auch Nechtan                            |
| Eochaid Airem            | Ulter      | Tochmarc Étaíne                 | mythisch/historischer Hochkönig  | Bruder Ailill Angubas, Gatte Étaíns           |
| Eochaid Fedlech          | Ulter      | Cath Leitrech Ruibhe            | Hochkönig von Irland             | Bruder Ailill Angubas und Eochaid Airems      |
| Eochaid mac Eirc         | Firbolg    | Lebor Gabála Érenn              | mythischer König                 | Gatte der Tailtiu                             |
| Eogan mac Durthacht      | Ulter      | Longas mac nUislenn             | Sagengestalt                     | Mörder Naoises                                |
| Erc mac Cairbri Niad-Fer | Ulter      | Táin Bó Cuailnge                | König von Tara                   | Sohn Cairbre Nia-Fers                         |
| Éremón                   | Milesier   | Lebor Gabála Érenn              | Sagengestalt                     | Sohn Míl Espánes                              |
| Etarscél                 | -          | Togail Bruidne Da Derga         | irischer Hochkönig               | Vater Conaire Mórs                            |
| Feinius Farsaidh         | Skythen    | Lebor Gabala Eirenn             | mythischer König aus Skythien    | Erfinder von Ogham                            |
| Ferchertne               | –          | Immacallam in dá Thuarad        | Barde und Dichter                | bei einigen Königen                           |
| Fer Diad                 | Connachter | Táin Bó Cuailnge                | mythischer Krieger               | Waffenbruder und Gegner Cú Chulainns          |
| Fergus mac Léite         | Ulter      | Ulster-Zyklus                   | mythischer Krieger-König         | –                                             |
| Fergus mac Róich         | Ulter      | Ulster-Zyklus                   | Sagengestalt                     | Ziehvater Cú Chulainns, Geliebter Medbs       |
| Fiacha                   | –          | Lebor Gabala Eirenn             | mythischer König                 | Sohn Delbaeths                                |
| Fintan mac Bóchra        | Cessair    | Lebor Gabala Eirenn             | Gatte Cessairs                   | siehe Túan mac Cairill                        |
| Fionn mac Cumhaill       | Laigen     | Finn-Zyklus                     | mythischer Krieger               | Anführer der Fianna                           |
| Forgall Manach           | Ulter      | Ulster-Zyklus                   | mythischer König                 | Schwiegervater Cú Chulainns, Vater Emers      |
| Froech mac Idaith        | Connachter | Táin Bó Froích                  | Sagengestalt                     | –                                             |
| Furbaide Ferbend         | Ulter      | Ulster-Zyklus                   | Sagengestalt                     | Sohn Conchobar mac Nessas                     |
| Gaedel/Goidel            | Milesier   | Lebor Gabala Eirenn             | Stammvater der Gälen             | Sohn der Scota                                |
| Goibniu                  | Túatha     | Lebor Gabala Eirenn             | Schmied                          | Bruder Crednes und Luchtas                    |
| Goll mac Duilb           | –          | –                               | König von Mag Mell               | siehe Anderen Welt                            |
| Goll mac Morna           | –          | Finn-Zyklus                     | Sagengestalt                     | Gegenspieler Fionn mac Cumhaills              |
| Guaire Aidne             | Connachter | Caithréim Cellaig               | historisch/mythischer König      | –                                             |
| Iarbonel                 | Nemesier   | Lebor Gabala Eirenn             | Sagengestalt                     | Unteranführer Nemeds                          |
| Indech                   | Fomori     | Lebor Gabala Eirenn             | mythischer König                 | Vater Octriallachs                            |
| Iuchar                   | Túatha     | Lebor Gabala Eirenn             | Sagengestalt                     | Mörder Cians                                  |
| Iucharba                 | Túatha     | Lebor Gabala Eirenn             | Sagengestalt                     | Mörder Cians                                  |
| Labraid Moen             | Leinster   | Orgain Denna Ríg                | historisch/mythischer König      | auch Loingsech oder Lore genannt              |
| Ladra                    | Cessair    | Lebor Gabala Eirenn             | Schiffssteuermann                | –                                             |
| Lir                      | Túatha     | Lebor Gabala Eirenn             | Meeresgottheit                   | Vater Manannans                               |
| Lodan                    | Manx       | –                               | siehe Manannan mac Lir           |                                               |
| Loegaire Buadach         | Ulter      | Ulster-Zyklus                   | Sagengestalt                     | Gefährte Cú Chulainns & Conall Cernachs       |
| Loeg mac Riangabra       | Ulter      | Ulster-Zyklus                   | Sagengestalt                     | Wagenlenker Cú Chulainns                      |
| Luchta                   | Túatha     | Lebor Gabala Eirenn             | Schmied                          | Bruder Crednes und Goibnius                   |
| Lugaid Lága              | –          | Finn-Zyklus                     | Sagenheld                        | Gefolgsmann Cormac mac Airts                  |
| Lugaid mac Con           | Connachter | Cath Maige Mucrama              | Sagengestalt                     | Bruder Ailill Auloms                          |
| Lugh                     | Túatha     | Lebor Gabala Eirenn             | König der Túatha Dé Danann       | Halb-Fomoir                                   |
| Mac Dathó                | Leinster   | Scéla mucce Meic Dathó          | Sagengestalt                     | Besitzer des Hundes Ailbe                     |
| Mac Roth                 | Connachter | Táin Bó Cuailnge                | Sagengestalt                     | Bote und Späher Medbs                         |
| Mael Dúin                | –          | Immram Curaig Maíle Dúin        | mythischer Seefahrer             | –                                             |
| Manannan mac Lir         | Manx       | –                               | Meeres- und Lokalgottheit        | siehe Manawyddan                              |
| Mes Gegra                | Leinster   | Cath Étair                      | mythischer König                 | Gegner Conall Cernachs                        |
| Miach                    | Túatha     | Lebor Gabala Eirenn             | Heiler                           | Bruder Airmeds                                |
| Midir                    | Túatha     | –                               | König von Mag Mor                | siehe Anderen Welt                            |
| Míl Espáne               | Milesier   | Lebor Gabala Eirenn             | König der „Söhne des Míl“        | Sohn Biles                                    |
| Mog Ruith                | Munster    | Lebor Gabala Eirenn, u. a.      | mythischer Druide                | Vater Tlachtgas                               |
| Mongán                   | -          | Compert Mongáin                 | historischer König               | in der Sage Sohn Manannans                    |
| Mug Nuadat               | Munster    | Cath Maige Mucrama              | historischer König               | Vater Ailill Auloms                           |
| Muirchertach mac Erca    | Uí Néill   | Aided Muirchertaig meic Erca    | Hochkönig von Irland             | –                                             |
| Naoise                   | Ulter      | Longas mac nUislenn             | Sagengestalt                     | auch Noísiu genannt                           |
| Nechtan                  | Túatha     | Lebor Gabala Eirenn             | Flussgottheit                    | Bruder Dagdas                                 |
| Neit                     | Fomori     | Lebor Gabala Eirenn             | mythischer König                 | siehe Neto                                    |
| Nemed                    | Nemesier   | Lebor Gabala Eirenn             | mythischer König                 | –                                             |
| Nera                     | Connachter | Echtrae Nerai                   | Sagengestalt                     | Krieger Medbs                                 |
| Nuada                    | Túatha     | Lebor Gabala Eirenn             | König der Túatha Dé Danann       | Vorfahre Fionn mac Cumhails                   |
| Octriallach              | Fomori     | Lebor Gabala Eirenn             | Fomoren-Prinz                    | Sohn Indechs                                  |
| Ogma                     | Túatha     | Lebor Gabala Eirenn             | Erfinder der Ogham-Schrift       | Bruder Dagdas                                 |
| Oisín                    | Laigen     | Finn-Zyklus                     | Krieger der Fianna               | Sohn Fionn mac Cumhails                       |
| Oscar                    | Laigen     | Finn-Zyklus                     | Krieger der Fianna               | Sohn Oisíns                                   |
| Partholon                | Partholon  | Lebor Gabala Eirenn             | mythischer König                 | –                                             |
| Púca                     | –          | –                               | Sagengestalt, Moor/Wassergeist   | auch in Wales und Man                         |
| Rónán                    | Leinster   | Fingal Rónáin                   | mythischer König                 | –                                             |
| Ruadan                   | Fomori     | Lebor Gabala Eirenn             | Sagengestalt                     | Sohn des Bress                                |
| Sencha mac Ailella       | Ulter      | Ulster-Zyklus                   | Dichter (fili) und Richter       | am Hofe Conchobar mac Nessas                  |
| Sreng                    | Firbolg    | Lebor Gabala Eirenn             | Sagengestalt                     | –                                             |
| Sualtam                  | Ulter      | Táin Bó Cuailnge                | Sohn einer Elfe                  | Vater Cú Chulainns                            |
| Suibne                   | Ulter      | Buile Suibne                    | mythischer König                 | –                                             |
| Tadg mac Nuadat          | Ulter      | Finn-Zyklus                     | mythischer König                 | Vater Muirnes                                 |
| Tadhg mac Céin           | –          | Sanas Cormaic                   | mythischer König                 | –                                             |
| Tethra                   | Fomori     | Lebor Gabala Eirenn             | mythischer König                 | siehe Anderen Welt                            |
| Tigernmas                | Milesier   | –                               | Todes- und Bergbaugottheit       | eventuell auch Fomoir                         |
| Túan mac Cairill         | Partholon  | Lebor Gabala Eirenn             | ältester Bewohner Irlands        | Bruder Partholons                             |
| Tuathal Techtmar         | Uí Néill   | Bóruma                          | mythischer Großkönig             | Großvater Conn Cétchathachs                   |
| Tuirenn                  | Túatha     | Lebor Gabala Eirenn             | Sagengestalt                     | Sohn Ogmas                                    |

## Weibliche Gottheiten und Sagengestalten

### Festlands-Celticum und Britannien (Gallisch und Britannisch)
Ort: (a) Festlands-Celticum (ohne Bretagne), (b) Britannien (ohne Wales), (c) Festlands-Celticum und Britannien
Heute: A (Österreich), B (Belgien), BR Britannien, CH (Schweiz), D (Deutschland), F (Frankreich), I (Italien), KR (Kroatien), L (Luxemburg), NL (Niederlande), P (Portugal), R (Rumänien), SL (Slowenien), SP (Spanien), TR (Türkei), U (Ungarn)
| Name                  | Ort                           | heute           | Funktion                               | Anmerkung                                                          |
| --------------------- | ----------------------------- | --------------- | -------------------------------------- | ------------------------------------------------------------------ |
| Abnoba                | (a) Schwarzwald               | D               | Wald-, Quellen- und Muttergöttin       | –                                                                  |
| Adsalluta             | (a) Noricum                   | SL              | Flussgöttin, Göttin der Stromschnellen | –                                                                  |
| Aericura              | (a) Celticum                  | A/B/D/F/I       | Fruchtbarkeits- und Totengöttin        | siehe Arecurius                                                    |
| Ancamna               | (a) Moseltal                  | D/L             | Wasser-, Quell-, Stammesgöttin         | siehe Treverer                                                     |
| Andarta               | (b) Britannien                | BR              | Sieges- und Kriegsgöttin               | siehe Artaius                                                      |
| Andraste              | (b) Britannien                | BR              | Sieges- und Kriegsgöttin               | siehe Boudicca                                                     |
| Annea                 | (a) Piemont                   | I               | lokale Muttergöttin                    | siehe Anu                                                          |
| Ansotica              | (a) Nin und Zadar             | KR              | liburnische Liebesgöttin               | –                                                                  |
| Arduinna              | (a) Ardennen                  | B/F/L           | Waldgöttin                             | –                                                                  |
| Arnemetia             | (b) Derbyshire                | BR              | Heilgöttin                             | auch Arnomecta                                                     |
| Artio                 | (a) Muri bei Bern             | CH              | Bärengöttin                            | siehe Andarta                                                      |
| Atesmerta             | (a) Département Haute-Marne   | F               | Lokalgottheit                          | siehe auch Atesmerius                                              |
| Aventia               | (a) Avenches                  | CH              | lokale Quellgöttin                     | siehe Aventicum                                                    |
| Bandua                | (a) Lusitania                 | P/SP            | lokale Göttin                          | auch in Galicien                                                   |
| Belisama              | (c) Celticum und Britannien   | BR/F            | Wasser- und Handwerksgöttin            | siehe Belenus                                                      |
| Bergusia              | (a) Gallien                   | F               | Fruchtbarkeitsgöttin (?)               | Partnerin von Ucuetis                                              |
| Brigantia             | (c) Celticum und Britannien   | B/BR/F          | Stammesgöttin der Briganten            | siehe Brigid                                                       |
| Cathubodua            | (a) Gallien                   | F               | Kriegsgöttin                           | auch Cassibodua, siehe Badb                                        |
| Coventina             | (b) Britannien                | BR              | Heil- und Quellgöttin                  | beim Hadrianswall verehrt                                          |
| Damona                | (a) Gallien                   | F               | Heilgöttin                             | siehe Bormo                                                        |
| Dealgnait             | (b) Britannien                | BR              | Fruchtbarkeits- oder Todesgöttin       | Lokalgottheit von Deal (Kent)                                      |
| Elen Luyddawg         | (b) Britannien                | BR              | Sagengestalt                           | Tochter Eudaf Hens, s. a. Kapitel „Wales“                          |
| Epona                 | (a) Celticum                  | A/B/D/F/I       | Pferde- und Fruchtbarkeitsgöttin       | –                                                                  |
| Icauna                | (a) Gallien                   | F               | Lokalgottheit                          | Flussgöttin der Yonne                                              |
| Inciona               | (a) Gallien                   | L               | Lokalgottheit                          | –                                                                  |
| Litavis               | (a) Lingonen                  | F               | Stammesgöttin                          | siehe Cicollus                                                     |
| Maesama               | (c) Walheim/Germania superior | D               | Ortsgottheit                           | eventuell in Verbindung stehend mit dem Kult der Matres (Matronen) |
| Matronae              | (a) Celticum                  | D/F/I           | gallo-römische Muttergöttinnen         | als Dreiheit der Matres oder Matrae                                |
| Matronae Vacallinehae | (a) Eifel                     | D               | Muttergöttinnen, Matronae              | im Tempelbezirk Pesch                                              |
| Matrona               | (a) Gallia Belgica            | F               | Flussgottheit der Marne \|             |                                                                    |
| Meduna                | (a) Celticum                  | D/SP            | Göttin des Honigweines (Met)           | siehe Medb                                                         |
| Nantosuelta           | (a) Gallien                   | D/F             | Wald- und Fruchtbarkeitsgöttin         | siehe Sucellus                                                     |
| Nemetona              | (a) Gallien                   | D/F             | Stammes- und Siegesgöttin              | siehe Loucetius                                                    |
| Noreia                | (a) Noricum                   | A               | Mutter-, Bergbau- und Landesgöttin     | –                                                                  |
| Onomaris              | (a) Balkan                    | ?               | sagenhafte Königin                     | -                                                                  |
| Rigani                | (a) Celticum                  | B/D/F           | Himmels- und Muttergöttin              | siehe Cernunnos                                                    |
| Ritona                | (a) Gallien                   | D               | Wasser- und Furtengöttin               | der Saar bei Trier                                                 |
| Rosmerta              | (a) Gallien                   | D/F             | Wohlstandsgöttin                       | –                                                                  |
| Rotona                | (a) Celticum                  | –               | Jagd- und Naturgöttin                  | –                                                                  |
| Sequana               | (a) Burgund                   | F               | Heil- und Quellgöttin                  | Flussgöttin der Seine                                              |
| Sirona                | (a) Celticum                  | A/D/F/I         | Fruchtbarkeits-, Quell- und Heilgöttin | siehe Grannus                                                      |
| Suleviae              | (c) Celticum und Britannien   | A/B/BR/CH/D/F/I | Gruppe von Hausgöttinnen               | –                                                                  |
| Sulis                 | (b) Britannien                | BR              | Heilgöttin von Aquae Sulis (Bath)      | –                                                                  |
| Souconna              | (a) Burgund                   | F               | Flussgöttin der Saône                  | –                                                                  |
| Verbeia               | (b) Britannien                | BR              | Flussgöttin des Wharfe                 |                                                                    |
| Vercana               | (a) Gallien                   | D               | möglicherweise Quellgöttin             | keltisch/germanisch, siehe Meduna                                  |
| Vibes                 | (a) Noricum                   | A               | Quellgottheiten                        | den griechischen Najaden ähnlich                                   |
| Visucia               | (a) Baden-Württemberg         | D               | Lokalgöttin                            | Begleiterin des Visucius                                           |
| Xana                  | (a) Nord-Spanien              | SP              | Quellnymphe                            | –                                                                  |

### Wales und Bretagne (Kymrisch und Bretonisch)
| Name                | Ort      | Erzählung                              | Funktion                   | Anmerkung                                      |
| ------------------- | -------- | -------------------------------------- | -------------------------- | ---------------------------------------------- |
| Arianrhod           | Wales    | Mabinogion, Math fab Mathonwy          | Himmelsgöttin              | Mutter Lleus und Dylan Eil Tons                |
| Black Annis         | Wales    | –                                      | volkstümliche Sagenfigur   | siehe Annea und Anu                            |
| Blodeuwedd          | Wales    | Mabinogion, Math fab Mathonwy          | künstliches Blumenmädchen  | Gattin Lleus, Geliebte Goronwys                |
| Branwen             | Wales    | Mabinogion, Branwen ferch Llŷr         | Sagengestalt               | Schwester Brans, Gattin Matholwchs             |
| Ceridwen            | Wales    | –                                      | Sagengestalt               | Mutter Gwion Bachs (Taliesin)                  |
| Cigfa               | Wales    | Mabinogion, Manawydan fab Llŷr         | Sagengestalt               | Gattin Pryderis                                |
| Creiddylad          | Wales    | Kulhwch ac Olwen                       | Sagengestalt               | Tochter Lludd Llawereints                      |
| Creirwy             | Wales    | Hanes Taliesin                         | Sagengestalt               | Tochter Ceridwens                              |
| Dôn                 | Wales    | Mabinogion                             | Sagengestalt               | Schwester Maths, Mutter Gwydyons               |
| Elen Luyddawg       | Wales    | Breuddwyd Macsen                       | Sagengestalt               | Tochter Eudaf Hens, s. a. Kapitel „Britannien“ |
| Enid                | Wales    | Gereint fab Erbin                      | Sagengestalt               | Gattin Gereints                                |
| Essyllt             | Wales    | Artussage                              | Sagengestalt               | Geliebte von Drystan fab Tallwch               |
| Fflur               | Wales    | Walisische Triaden                     | Sagengestalt               | Geliebte Caswallawns, Geisel Caesars           |
| Goewin              | Wales    | Mabinogion, Math fab Mathonwy          | Fußhalterin                | siehe Math                                     |
| Goleuddydd          | Wales    | Kulhwch ac Olwen                       | Sagengestalt               | Mutter Kulhwchs                                |
| Gwenhwyfach         | Wales    | Arthurlegenden                         | Sagenfigur                 | Schwester Gwenhwyfars                          |
| Gwenhwyfar          | Wales    | Arthurlegenden                         | mythische Königin          | Gattin von König Arthur                        |
| Gwrach y Rhibyn     | Wales    | –                                      | Totengeist                 | siehe Cailleach und Banshee                    |
| Heledd              | Wales    | Canu Heledd, Trioedd Ynys Prydein      | historisch/mythische Figur | Schwester von Cynddylan ap Cyndrwyn            |
| Korrigan            | Bretagne | volkstümliche Mythen                   | Spukgestalt                | –                                              |
| Mallt-y-Nos         | Wales    | volkstümliche Mythen                   | Spukgestalt                | Begleiterin der „Wilden Jagd“                  |
| Modron              | Wales    | Kulhwch ac Olwen, Trioedd Ynys Prydein | Sagengestalt               | Mutter Mabons                                  |
| Morfudd ferch Urien | Wales    | Kulhwch ac Olwen, Trioedd Ynys Prydein | Sagengestalt               | Tochter Uriens von Rheged                      |
| Morgan le Fay       | Wales    | Artuslegenden                          | Sagengestalt               | -                                              |
| Nimue               | Wales    | Artuslegenden                          | „Herrin vom See“           | auch in der Bretagne                           |
| Olwen               | Wales    | Kulhwch ac Olwen                       | Sagengestalt               | Tochter Ysbaddadens, Gattin Kulhwchs           |
| Penarddun           | Wales    | Mabinogion, Branwen ferch Llŷr         | Sagengestalt               | Tochter Beli Mawrs, Mutter Branwens            |
| Rhiannon            | Wales    | Mabinogion, Pwyll Pendefig Dyfed       | Stutengöttin               | Gattin Pwylls, auch Manawydans                 |
| Tylwyth Teg         | Wales    | volkstümliche Mythen                   | Elfen- und Koboldsvolk     | auch Bendith y Mamau genannt                   |

### Irland und Isle of Man (Gälisch)
| Name              | gehört zu        | Erzählung               | Funktion                             | Anmerkung                             |
| ----------------- | ---------------- | ----------------------- | ------------------------------------ | ------------------------------------- |
| Áine              | Partholons Volk  | Lebor Gabala Eirenn     | Sagengestalt, auch gleichnamige Feen | Tochter Partholons oder des Dagda     |
| Airmed            | Túatha Dé Danann | Lebor Gabala Eirenn     | Sagengestalt                         | Tochter Dian Cechts                   |
| Anu               | –                | Sanas Cormaic           | Muttergöttin                         | siehe Morrígan und Danu               |
| Aobh              | Túatha Dé Danann | Oidheadh Chlainne Lir   | Sagengestalt                         | Tochter Bodb Deargs, Gattin Lirs      |
| Aoife             | –                | Ulster-Zyklus           | Kriegerkönigin                       | Gegnerin Cú Chulainns                 |
| Badb              | Túatha Dé Danann | Lebor Gabala Eirenn     | Kriegsgöttin (Triade)                | siehe Macha und Morrígan              |
| Banba             | Túatha Dé Danann | Lebor Gabala Eirenn     | Sagengestalt                         | Tochter Aeds                          |
| Banshee           | –                | Volkslegenden           | Totengeist                           | siehe Cailleach und Gwrach y Rhibyn   |
| Becfola           | –                | Tochmarc Becfola        | Sagengestalt (Fee)                   | Gattin Diarmait mac Áedo Sláines      |
| Bé Chuma          | Túatha Dé Danann | Dindsenchas             | Sagengestalt                         | Geliebte Conn Cétchathachs            |
| Bé Find           | Túatha Dé Danann | Táin Bó Froích          | Sagengestalt                         | Schwester der Boand                   |
| Be Theite         | Túatha Dé Danann | Lebor Gabála Érenn      | Sagengestalt                         | Tochter der Flidais                   |
| Birog             | –                | Lebor Gabala Eirenn     | Druidin oder Síde                    | Retterin Lughs                        |
| Bláthnat          | –                | Ulster-Zyklus           | Sagengestalt (Isle of Man?)          | Tochter Midirs                        |
| Boand             | Túatha Dé Danann | Lebor Gabala Eirenn     | Flussgöttin des Boyne                | Geliebte des Dagda                    |
| Brigid            | Túatha Dé Danann | Lebor Gabala Eirenn     | Göttin der Dichtkunst                | Tochter Dagdas                        |
| Cailb             | –                | Togail Bruidne Da Derga | Verkörperung der Herrschaft Irlands  | siehe Macha, auch Todesgöttin         |
| Cailleach         | Manx             | –                       | Wetter- und Wintergöttin             | auch in Schottland und Irland         |
| Carman            | –                | Dindsenchas             | Muttergöttin und Kriegerin           | –                                     |
| Cessair           | Cessairs Volk    | Lebor Gabala Eirenn     | Anführerin von Einwanderern          | erste Besiedlung Irlands              |
| Cethlionn         | Fomori           | Lebor Gabala Eirenn     | Sagengestalt                         | Gattin Balors, Mutter Ethnius         |
| Cliodhna          | –                | –                       | Fee aus der Anderen Welt             | –                                     |
| Clothru           | Connachterin     | Ulster-Zyklus           | Sagengestalt                         | Schwester Medbs                       |
| Danu              | Túatha Dé Danann | Lebor Gabala Eirenn     | Stammmutter der Túatha Dé Danann     | siehe Anu                             |
| Deichtire         | Ulterin          | Ulster-Zyklus           | Sagengestalt                         | Mutter Cú Chulainns                   |
| Elbha             | Ulterin          | Ulster-Zyklus           | Sagengestalt                         | Tochter Cathbads, Mutter Naoises      |
| Emer              | Ulterin          | Ulster-Zyklus           | Sagengestalt                         | Gattin Cú Chulainns                   |
| Ériu              | Túatha Dé Danann | Lebor Gabala Eirenn     | Genius des Landes                    | –                                     |
| Ernmas            | Túatha Dé Danann | Lebor Gabala Eirenn     | Sagengestalt                         | Mutter Érius                          |
| Étaín             | Túatha Dé Danann | Tochmarc Étaíne         | Sagengestalt                         | Geliebte Midirs                       |
| Ethniu            | Túatha Dé Danann | Lebor Gabala Eirenn     | Sagengestalt                         | Mutter des Dagda und Ogmas            |
| Fand              | Túatha Dé Danann | Serglige Con Chulainn   | Meeresgöttin, Elfenkönigin           | Gattin Manannan mac Lirs              |
| Fedelm            | Connachterin     | Ulster-Zyklus           | Seherin, Prophetin                   | am Königshof von Connacht             |
| Fedelm Noíchride  | Ulterin          | Táin Bó Cuailnge        | Sagengestalt                         | Gattin Cairbre Nia-Fers               |
| Findabair         | Connachterin     | Ulster-Zyklus           | Sagengestalt                         | Tochter Ailill mac Mátas und Medbs    |
| Finncháem         | Ulterin          | Ulster-Zyklus           | Sagengestalt                         | Ziehmutter Cú Chulainns               |
| Flidais           | Túatha Dé Danann | Ulster-Zyklus           | Sagengestalt, Naturgöttin            | Gattin Fergus mac Róichs              |
| Fohla             | Túatha Dé Danann | –                       | Genius des Landes                    | –                                     |
| Fuamnach          | Túatha Dé Danann | Tochmarc Étaíne         | Zauberin                             | Gattin Midirs                         |
| Gráinne           | –                | Finn-Zyklus             | Sagengestalt                         | Gattin Diarmuids                      |
| Inghean Bhuidhe   | –                | –                       | Sagengestalt                         | siehe Cailleach                       |
| Leborcham         | Ulterin          | Longas mac nUislenn     | Zauberin                             | auch Leabharcham genannt              |
| Lí Ban            | Túatha Dé Danann | Serglige Con Chulainn   | Meeresgöttin, Elfenkönigin           | Schwester Fands                       |
| Macha             | –                | –                       | Genius des Landes                    | siehe Cailb und Morrígan              |
| Medb              | Connachterin     | Ulster-Zyklus           | Königin von Connacht                 | Geliebte Fergus mac Róichs            |
| Mes Buachalla     | Ulterin          | Ulster-Zyklus           | Sagengestalt                         | Mutter Conaire Mórs, Gattin Etarscéls |
| Mór Muman         | Connachterin     | –                       | sagenhafte Königin                   | Landesgöttin von Connacht             |
| Morrígan          | Túatha Dé Danann | –                       | Genius des Landes                    | siehe Cailb und Macha                 |
| Mugain            | Ulterin          | Ulster-Zyklus           | Sagengestalt                         | Gattin Conchobar mac Nessas           |
| Muirne            | –                | Finn-Zyklus             | Sagengestalt                         | Mutter Fionn mac Cumhaills            |
| Nemain            | –                | Lebor Gabala Eirenn     | Sagengestalt                         | Schwester der Badb                    |
| Nessa             | Ulterin          | Ulster-Zyklus           | Sagengestalt                         | Mutter Conchobar mac Nessas           |
| Sadb ingen Chuinn | Ulterin          | –                       | Sagengestalt                         | Tochter Conn Cétchathachs             |
| Sadhbh            | –                | Finn-Zyklus             | Sagengestalt                         | Gattin Fionns, Mutter Oisíns          |
| Scáthach          | Alba             | Ulster-Zyklus           | Krieger-Königin (in irischen Mythen) | Lehrmeisterin Cú Chulainns            |
| Scota             | Ägypterin        | Lebor Gabala Eirenn     | Prinzessin                           | Gattin Míl Espánes                    |
| Sionan            | –                | –                       | Sagengestalt                         | Enkelin Lirs, siehe Shannon (Fluss)   |
| Tailtiu           | Firbolg          | –                       | Gestalt der Anderen Welt             | Ziehmutter Lughs                      |
| Tlachtga          | Munsterin        | Dindsenchas             | zauberkräftige Druidin               | Tochter Mog Ruiths                    |
| Uathach           | Alba             | Ulster-Zyklus           | Sagenfigur (in irischen Mythen)      | Tochter Scáthachs                     |